# Toul
Toul es una comuna francesa situada en el departamento de Meurthe y Mosela, en la región del Gran Este. Es la subprefectura del distrito de Toul.
Perteneció al Sacro Imperio Romano Germánico, hasta que pasó al Reino de Francia en 1552 mediante el Tratado de Chambord. Luego formó parte de la provincia de los Tres Obispados, pero su posesión definitiva será legalizada por la Paz de Westfalia en 1648. 
El 20 de enero de 1814, durante la guerra de la Sexta Coalición, sería tomada por las tropas rusas y prusianas en su camino hacia París. 

## Geografía
Situada al oeste de la capital Nancy, su economía se ha centrado desde finales del siglo XIX en su condición de base militar y cuartel de varias unidades militares francesas y de la OTAN, así como en la viticultura con la producción de vinos de la denominación de origen "Côtes de Toul".

## Demografía[1]
| 8 015 | 6 940 | 6 973 | 7 535 | 7 507 | 7 333 | 7 037 | 7 158 | 7 271 | 8 191 | 7 687 | 6 930 | 10 085 | 10 012 | 10 459 | 12 138 | 12 201 | 12 287 | 13 663 | 15 884 | 12 363 | 11 951 | 12 656 | 13 267 | 9 389 | 12 134 | 14 155 | 14 780 | 16 454 | 17 406 | 17 281 | 16 945 | 16 617 |
| Para los censos de 1962 a 1999 la población legal corresponde a la población sin duplicidades (Fuente: INSEE [Consultar]) |       |       |       |       |       |       |       |       |       |       |       |        |        |        |        |        |        |        |        |        |        |        |        |       |        |        |        |        |        |        |        |        |

## Lugares y monumentos[2]
- Catedral de Toul, bajo la advocaión de San Esteban. La construcción del edificio comenzó, por el coro, a inicios del siglo XIII, que no fue acabado hasta el XVI. La fachada, que recae sobre la Place du Parvis, se edificó entre 1460 y 1496 en estilo gótico flamígero. La encuadran dos torres octogonales de 65 m de altura. El claustro es uno de los mayores de Francia y fue construido en los siglos XIII y XIV.
- Antiguo palacio episcopal, construido entre 1735 y 1743. En 2010, alberga el ayuntamiento.
- Iglesia de St-Gengoult, antigua colegiata, edificada del XIII al XV. Su claustro data del siglo XVI.

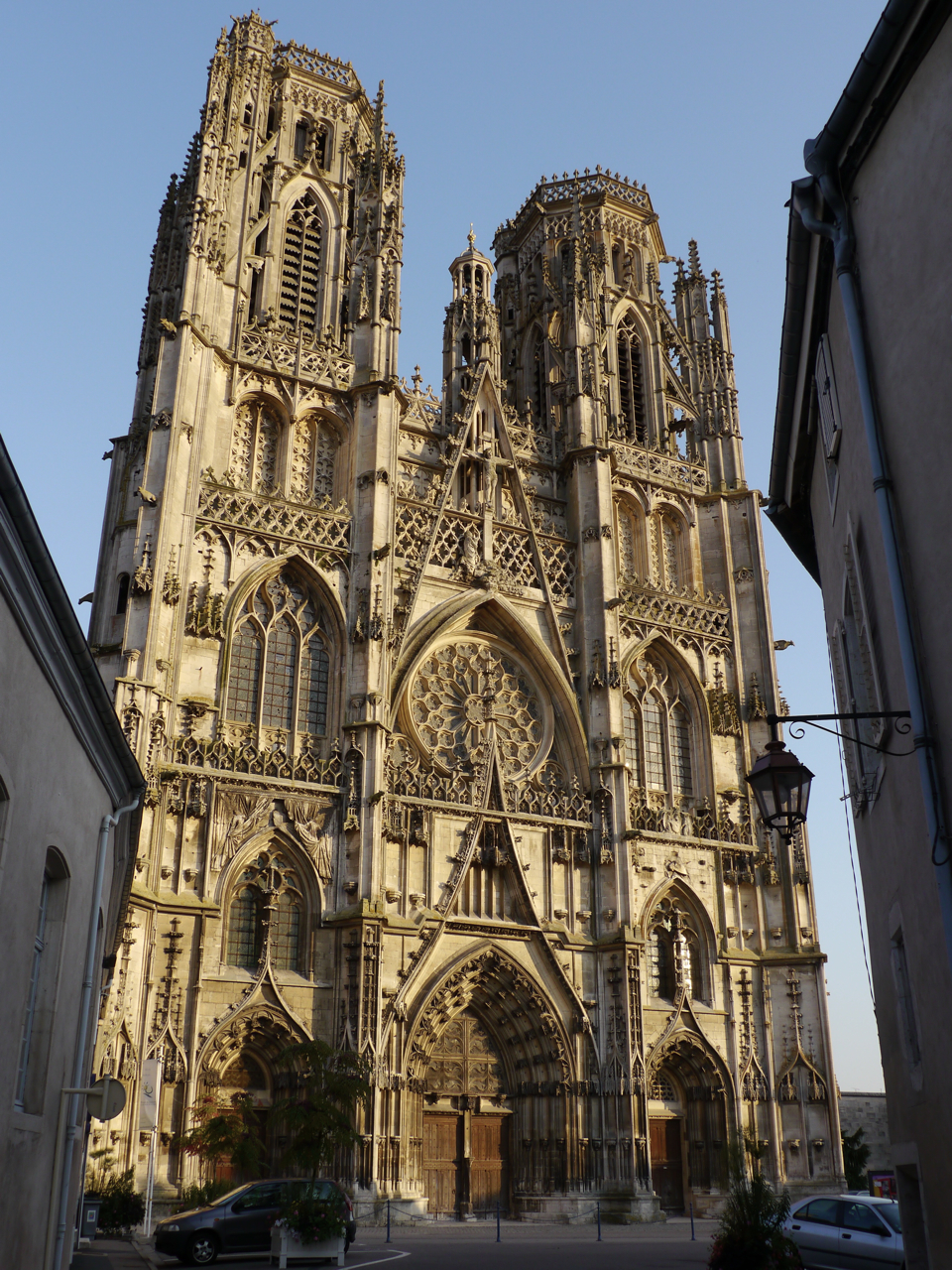
Fachada de la catedral.
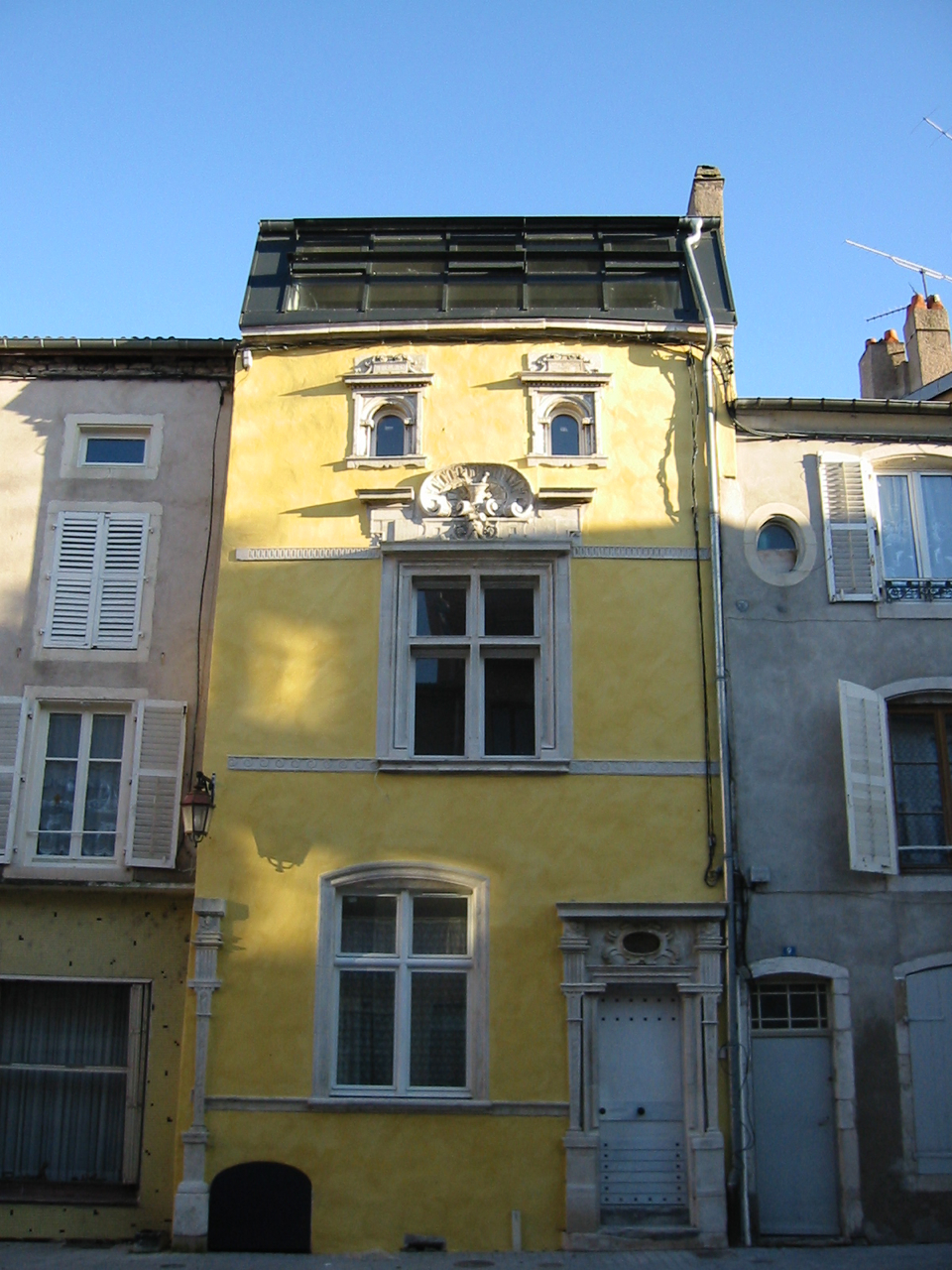
Maison de l’Apothicaire.
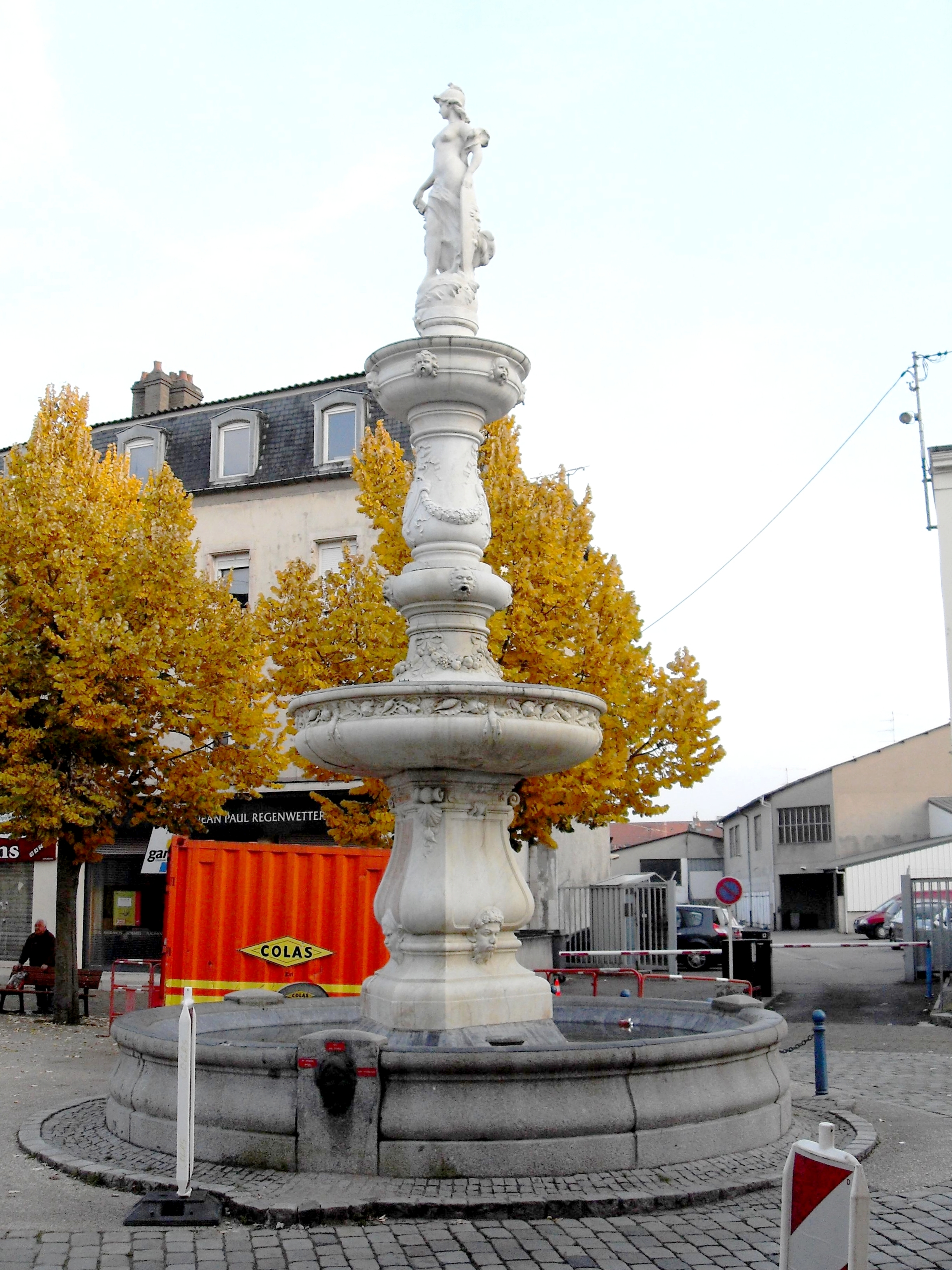
Fuente Louis Curel.
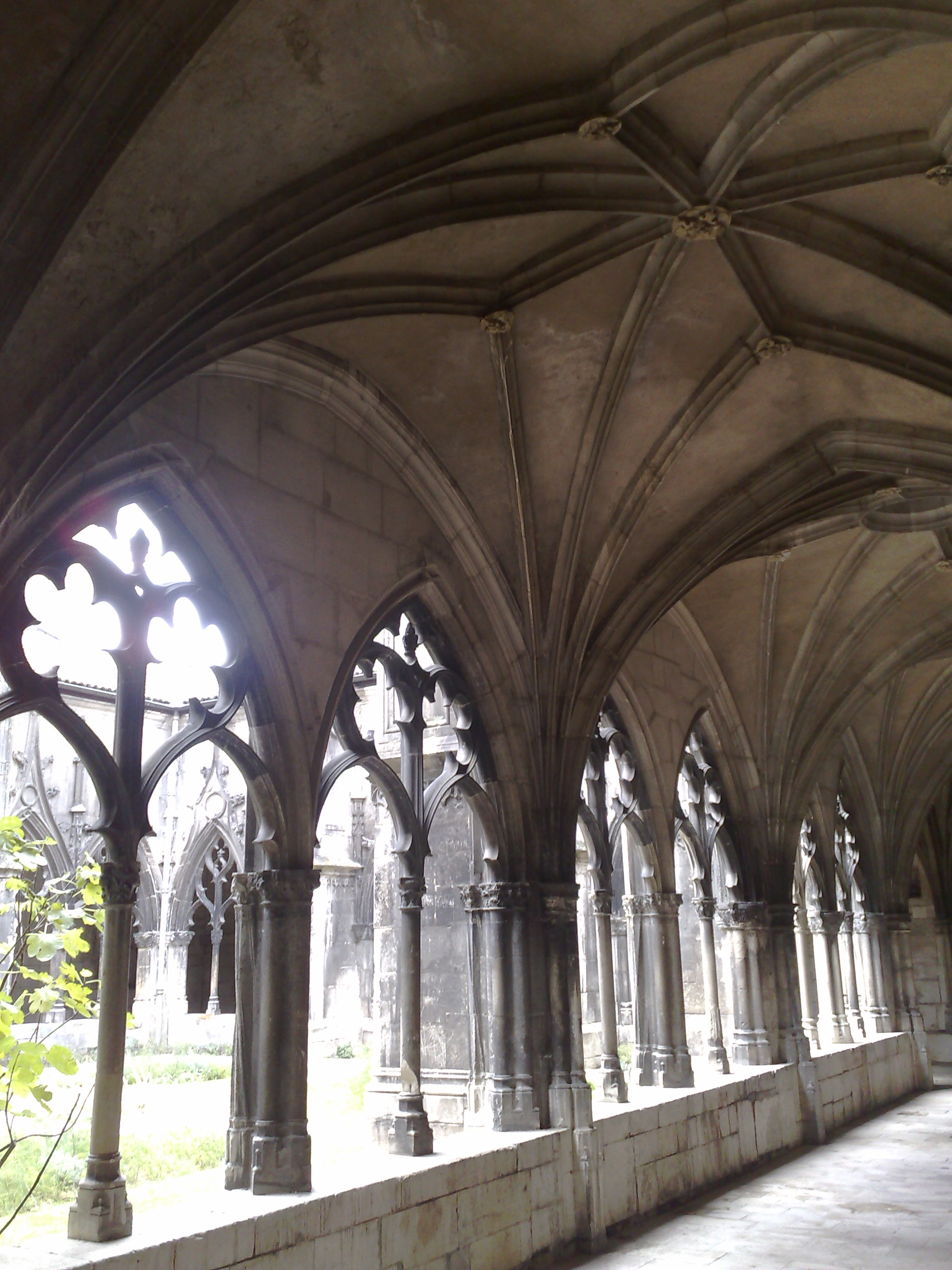
Colegiata de St-Gengoult.
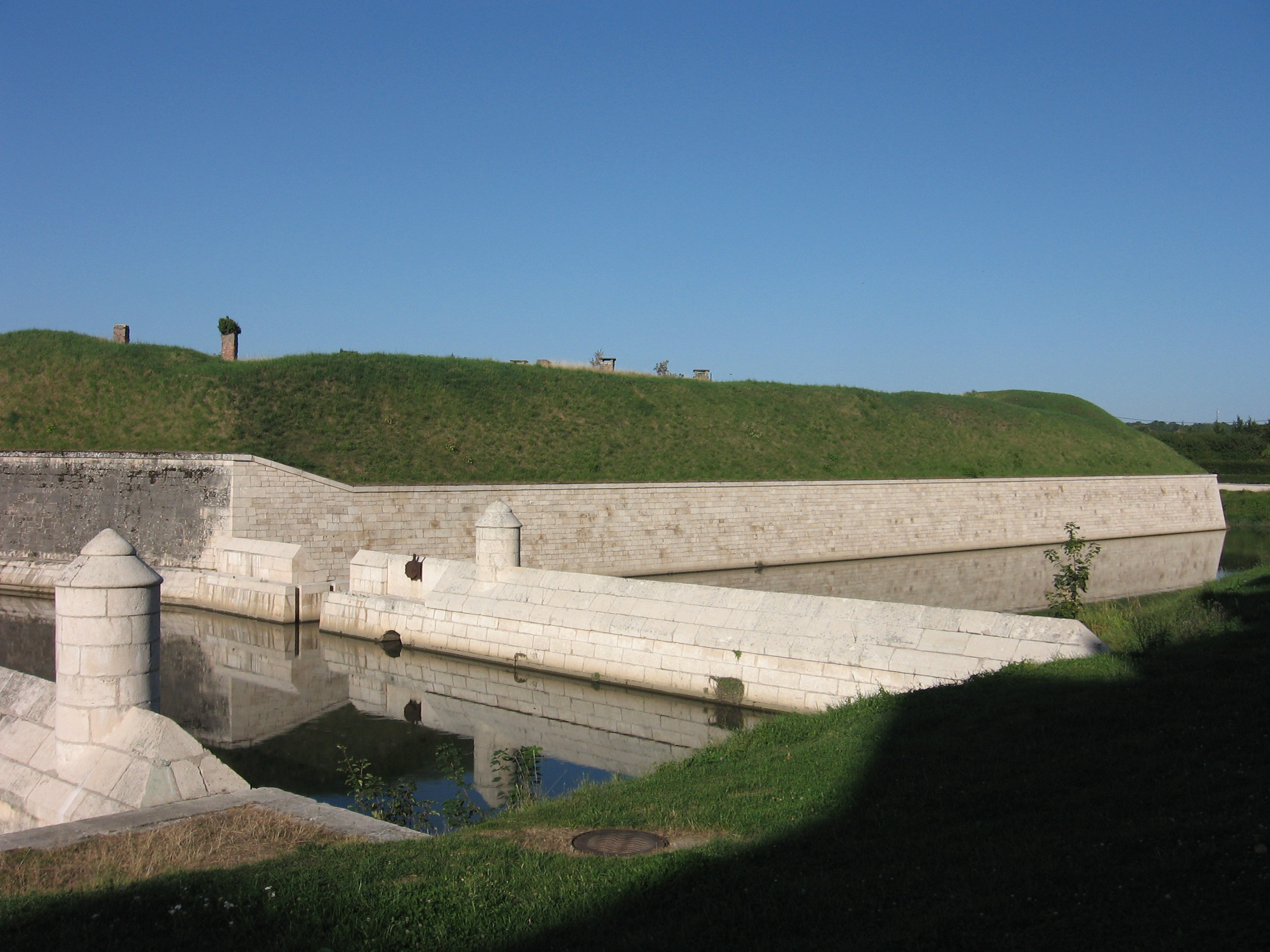
Murallas.